# Jozef Tomko
Jozef Tomko (Udva, 1924. március 11. – Róma, 2022. augusztus 8.) szlovák katolikus pap, bíboros, a Nemzetközi Eucharisztikus Kongresszusok Pápai Bizottsága nyugalmazott elnöke.

## Pályafutása
1949. március 12-én szentelték pappá.

### Püspöki pályafutása
1979. július 12-én docleai címzetes érsekké és a Püspöki szinódus főtitkárává nevezték ki. Szeptember 15-én szentelte püspökké II. János Pál pápa, Eduardo Martínez Somalo és Andrew Gregory Grutka segédletével.
1985. április 25-én a Népek Evangelizációjának Kongregációja pro-prefektusává, május 25-én prefektusává nevezték ki, mely utóbbival egyidejűleg bíborossá kreálták. 2001. április 9-én visszavonult erről a posztról.
2001. október 23-án kinevezték a Nemzetközi Eucharisztikus Kongresszusok Pápai Bizottsága elnökévé, amit 2007. október 1-jei nyugalomba vonulásáig töltött be. Kassán a Szent Erzsébet-dómban temették el.
A vatikáni működése során magyarellenességgel vádolták meg.